# Kangbachen
Der Kangbachen ist ein Nebengipfel des Kangchendzönga im Himalaya.
Während der Hauptgipfel auf der Grenze zwischen Sikkim (Indien) und Nepal liegt, befindet sich der Kangbachen auf dem Westgrat auf nepalesischem Staatsgebiet. Der Westgrat des Kangchendzönga verläuft vom Hauptgipfel über den 8505 m hohen Westgipfel (Yalung Kang) und senkt sich dann ab auf ein kleines Plateau auf über 7700 m Höhe. Der Kangbachen ragt auf der Nordseite dieses Plateaus ein wenig darüber hinaus. Der Westgrat des Kangchendzönga senkt sich bis auf 6675 m ab, um darauf wieder im Jannu auf 7711 m zu kulminieren. Der Kangbachen liegt über dem Kangchendzönga-Gletscher im Norden, dem Ramtang-Gletscher im Nordwesten und dem Yalung-Gletscher im Süden.
Er wurde am 26. Mai 1974 von Wiesław Kłaput, Marek Malatyński, Kazimierz Olech, Zbigniew Rubinowski und Wojciech Brański über den Südwestgrat erstbestiegen. Bereits 1930 versuchte die Seilschaft Dyhrenfurth/Smythe den Gipfel zu erreichen; sie kam aber nur bis auf 6400 m Höhe. Im Jahr 1965 kam eine jugoslawische Expedition bis zu einem Gratgipfel auf 7535 m Höhe. Im Jahr 1974 gelangten dann die Polen in einer abenteuerlichen Expedition zum Gipfel.